# مانويل بيريرا دا سيلفا
مانويل بيريرا دا سيلفا (بالبرتغالية: Manuel Pereira da Silva‏) هو نحات برتغالي، ولد في 7 ديسمبر 1920 في بورتو في البرتغال، وتوفي في 2003.